# Blue Hills Reservation
Blue Hills Reservation ist ein State Park in Norfolk County im Bundesstaat Massachusetts der Vereinigten Staaten. Der Park wird vom Department of Conservation and Recreation verwaltet und ist Teil des Metropolitan Park System of Greater Boston. Die Fläche des Schutzgebiets erstreckt sich auf die Stadtgebiete von Milton, Quincy, Braintree, Canton, Randolph und Dedham südlich von Boston.

## Beschreibung
Die Blue Hills Reservation (von den Anwohnern üblicherweise als Blue Hills bezeichnet) werden vorwiegend zum Wandern und für Mountainbike-Touren genutzt. Im Winter finden hier auch Abfahrtsläufe und Skilangläufe statt, ansonsten sind außerdem Felsklettern (in ausgewiesenen Bereichen des Parks) sowie Pferdesport in geeigneten Monaten möglich.
Die große landschaftliche Vielfalt des Schutzgebiets macht es in Kombination mit seiner Nähe zur Großstadt Boston zu einem beliebten Ausflugsziel für Wanderer aus der Metropolregion Greater Boston. Mit 194 Metern ist der höchste Punkt im Park der Great Blue Hill in Milton, auf dessen Spitze sich das Blue Hill Meteorological Observatory befindet, von dem aus ein guter Blick auf Boston und Umgebung möglich ist.
Je nach Witterung gibt es in den Monaten Dezember bis März mit der Blue Hills Ski Area ein eigenes Skigebiet. Im Sommer bieten die Seen Houghton’s Pond und Ponkapoag Pond beliebte und viel genutzte Möglichkeiten zum Schwimmen und zur Erholung.
Die Ökologie des Schutzgebiets ist überaus vielfältig und beinhaltet Marschland, Sümpfe, Waldflächen, Wiesen sowie ein Moor mit Weißen Scheinzypressen. Einige in Massachusetts bedrohte Arten, wie beispielsweise die Wald-Klapperschlange, leben ebenfalls im Park. Weitere Beispiele der örtlichen Flora und Fauna sind Hartriegel, Orchideen, Kojoten, Truthahngeier und Nordamerikanischer Kupferkopf.
Das Schutzgebiet unterhält enge Beziehungen zur Massachusetts Audubon Society, die nach dem bekannten Ornithologen John James Audubon benannt ist. Ein Ergebnis der Zusammenarbeit ist das Trailside Museum, das Exponate von Tieren des Parks zeigt. Das Observatorium Blue Hill Meteorological Observatory auf dem Great Blue Hill wurde 1885 gegründet und ist damit die älteste dauerhaft betriebene Wetterstation in den Vereinigten Staaten.
Da sich das Gebiet nur wenige Meilen südlich der Innenstadt von Boston befindet, ist es das größte zusammenhängende Schutzgebiet innerhalb einer US-amerikanischen Metropolregion.

## Geschichte

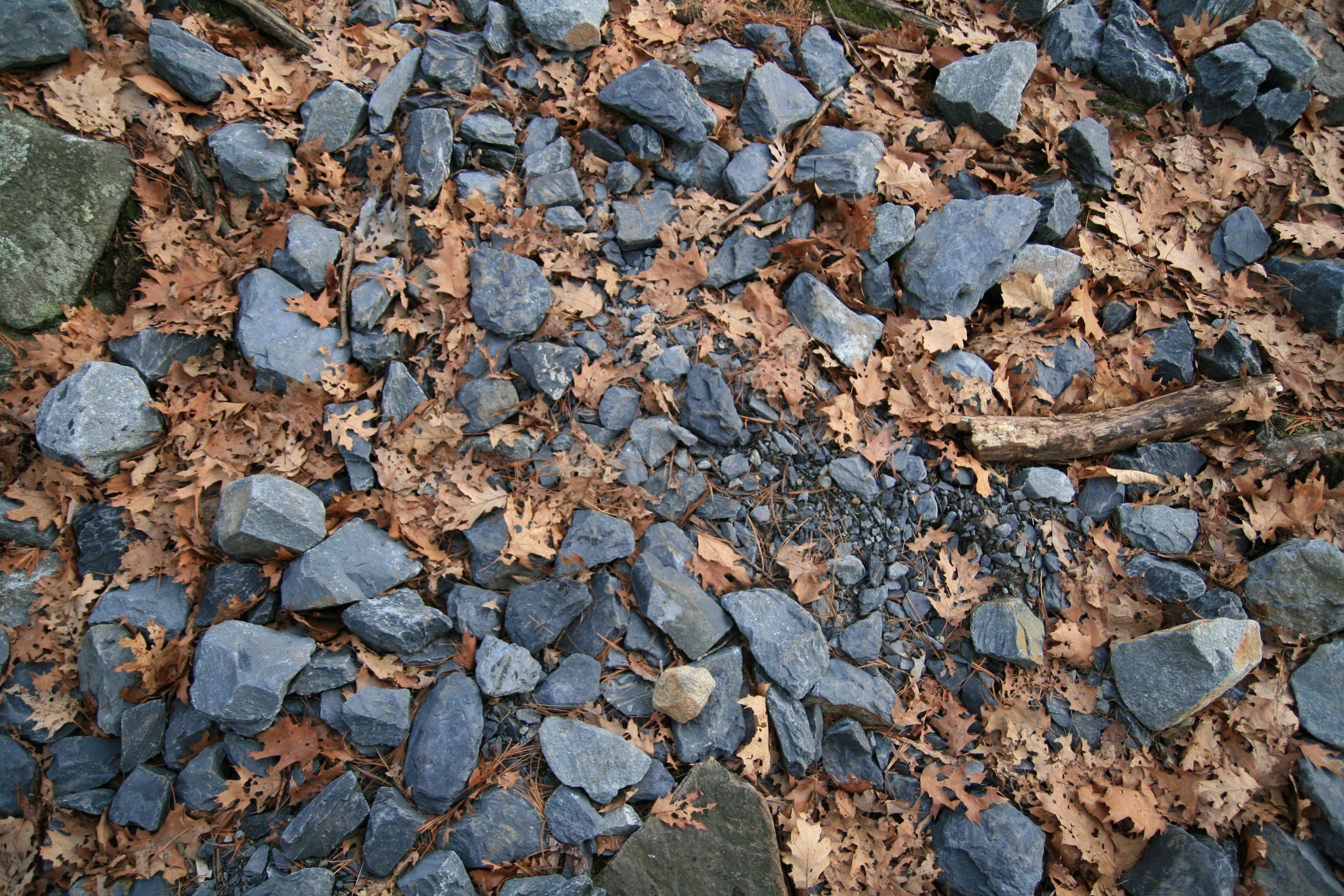
Blaue Steine am namensgebenden Blue Hill.

Der Blue Hill bekam seinen Namen von den frühen europäischen Entdeckern, denen ein bläulicher Schein auf dem Hügel auffiel, als sie an der Küste entlang segelten. Die blaue Färbung kommt vom Riebeckit, das in den Steinen enthalten ist.
Schon mehr als 10.000 Jahre, bevor die ersten Europäer das Land erreichten, hatten sich bereits Indianer in den Hügeln angesiedelt. Sie bezeichneten sich selbst als Massachusett, was übersetzt so viel bedeutet wie Menschen der großen Hügel. Der Name des Commonwealth of Massachusetts hat in dieser indianischen Bezeichnung seinen Ursprung.
Im Jahr 1893 kaufte die Metropolitan Parks Commission das Gebiet und wies es als eines der ersten Schutzgebiete im Metropolitan Park System of Greater Boston aus. Heute profitiert das Gebiet von vielfältigen archäologischen und historischen Ressourcen.
Nicht weniger als 13 Einträge in das National Register of Historic Places erzählen die Geschichten der Ureinwohner Amerikas, ihrer Entdecker sowie von Landwirten, Arbeitern in Steinbrüchen und Erfindern.

## Freizeit- und Erholungsaktivitäten

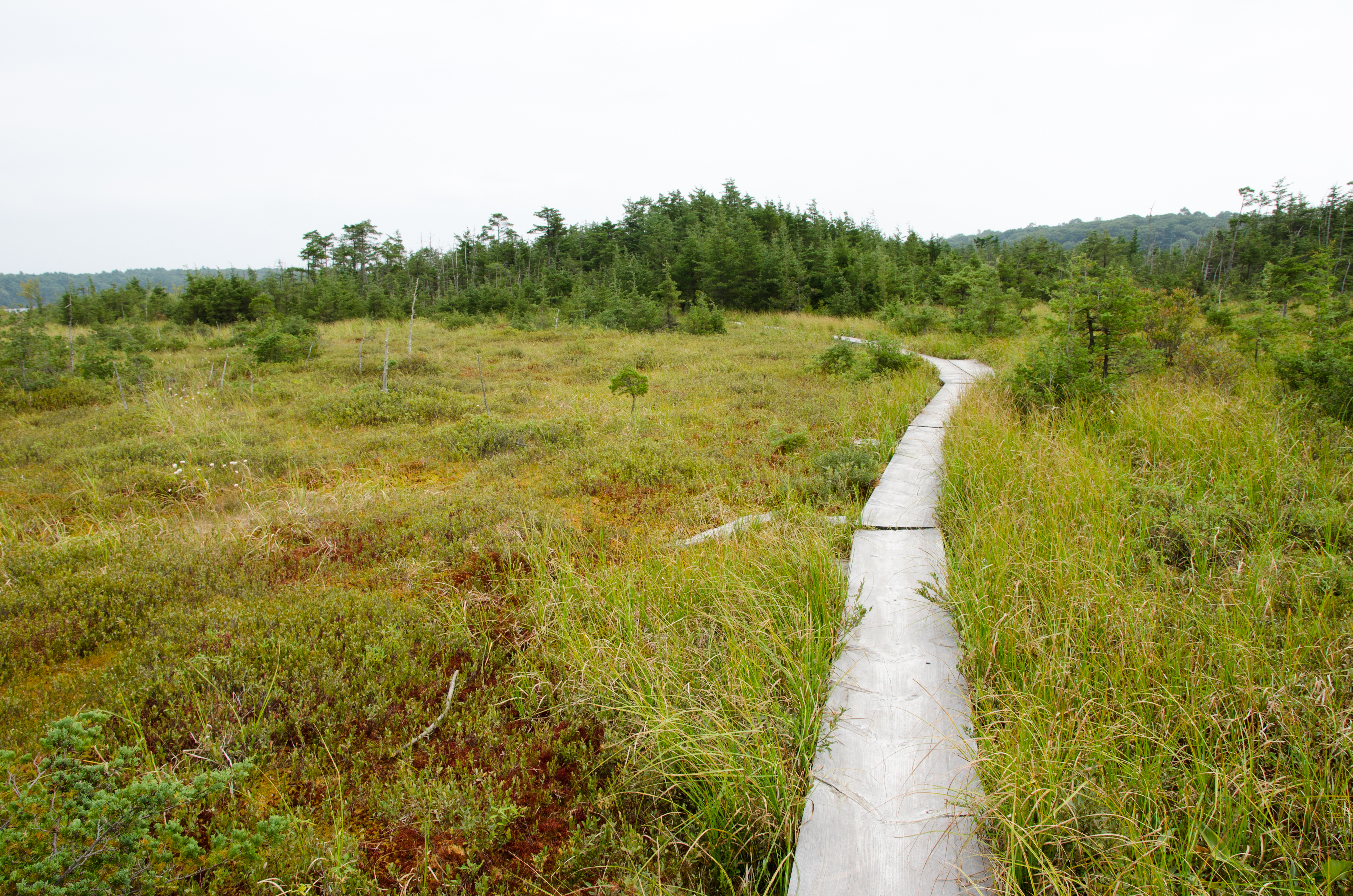
Der Ponkapoag Bog Boardwalk ist ein schmaler Fußweg über Holzbretter durch ein Moor.

Im Schutzgebiet können nicht-motorisierte Boote gefahren werden, auch das Angeln ist erlaubt. Es gibt Campingplätze, Wanderwege, Reitwege, Möglichkeiten zum Felsklettern und spezielle Strecken für Mountainbikes. Beliebt sind auch die vorhandenen Sportanlagen und Picknickplätze. Im Winter besteht die Möglichkeit zum Eislaufen und Abfahrts- bzw. Skilanglauf.

## Eintragungen in das National Register of Historic Places
Im Schutzgebiet wurden 13 Stellen in das National Register of Historic Places eingetragen:
- Der Sitz der Parkverwaltung
- Die Parkways des gesamten Schutzgebiets
- Die Brookwood Farm mit ihrer alten Scheune
- Der Chickatawbut Observation Tower
- Die Comfort Station an der Blue Hill Avenue
- Die Eliot Memorial Bridge nahe dem höchsten Punkt des Great Blue Hill
- Der Great Blue Hill Observation Tower nahe dem höchsten Punkt des Great Blue Hill
- Das Great Blue Hill Weather Observatory am höchsten Punkt des Great Blue Hill
- Der Steinbruch und archäologische Ausgrabungsstätte Massachusetts Hornfels-Braintree Slate Quarry
- Die Stallungen der Metropolitan District Commission
- Das Ponkapoag Camp of Appalachian Mountain Club
- Der Refreshment Pavilion am Houghton’s Pond